# Levend of dood
Levend of dood is een hoorspel naar het verhaal Is He Living Or Is He Dead? (1893) van Mark Twain. De VARA zond het uit op zaterdag 25 januari 1961. De regisseur was S. de Vries jr. Het hoorspel duurde 21 minuten.

## Rolbezetting
- Paul van der Lek (Mark Twain)
- Louis de Bree (de man die ‘m aansprak)
- Harry Bronk (Carl)
- Alex Faassen jr. (Claude)
- Johan Wolder (François Millet)
- Jo Vischer sr. (de landgoedbezitter)
- Jos Brink (de kelner)

## Inhoud
Dit verhaal gaat over vier schilders in Frankrijk (onder wie de nu befaamde Jean François Millet) die moeite hadden om het hoofd boven water te houden. Ze complotteerden om het publiek voortaan hoge bedragen te laten neertellen voor hun werken. In een onrechtvaardige wereld, vonden ze, was dat de enige manier om aan de kost te komen. De voorwaarde was echter dat een van hen moest sterven om beroemd te kunnen worden….